# Lumbriconereis jacksoni
Lumbriconereis jacksoni är en ringmaskart som beskrevs av Johan Gustaf Hjalmar Kinberg 1865. Lumbriconereis jacksoni ingår i släktet Lumbriconereis och familjen Lumbrineridae. Inga underarter finns listade i Catalogue of Life.